# GURPS
GURPS (für Generic Universal Role Playing System, deutsch „generisches, universelles Rollenspiel-System“) ist ein weit verbreitetes Pen-&-Paper-Rollenspielsystem, die 1. Edition wurde im Jahr 1986 von Steve Jackson veröffentlicht. Es wird von Steve Jackson Games vertrieben.
„Universell Generisch“ heißt hier, dass das Regelwerk sehr allgemein gehalten ist. Es ist keinem bestimmten Rollenspiel-Genre zugeordnet. Von Fantasy über Science Fiction bis zu historischen Szenarien lässt es sich für alle denkbaren Settings einsetzen. Zusätzliche Regelmodule ermöglichen es, bestimmte Welten und Situationen detailliert auszugestalten und mit den Grundregeln zu kombinieren, sodass ein Regelsystem generiert werden kann, das den individuellen Wünschen der Spielgruppe entspricht.
Um dieses Ziel zu erreichen, bietet GURPS eine Reihe von Regeln für die verschiedenen Spielmechanismen, von der Charaktererschaffung über Magie, Superheldenkräfte und PSI-Kräfte bis hin zu Kampf- und Fahrzeugregeln, die alle untereinander kombiniert werden können.
GURPS steht im Ruf, gemäß der Einteilung der GNS-Theorie besonders für simulationistische Rollenspiele geeignet zu sein. Aber auch andere Spielweisen sind damit realisierbar.

## Spielsystem
Charakteristisch ist die Beschränkung auf drei sechsseitige Würfel (3W6) für alle Würfe, außer dem Schaden. Die Augenzahlen dieser drei Würfel werden addiert. Dies entspricht stochastisch der Faltung dreier diskreter Gleichverteilungen mit einem Erwartungswert von jeweils 3,5. Der Erwartungswert der Gesamtaugenzahl ergibt sich somit zu 3 mal 3,5, was sich in der Zentrierung aller Eigenschaften der Charaktere um die Werte 10 und 11 herum widerspiegelt.

## Deutsche Version
Das deutsche Grundregelwerk erschien 1994 bei Pegasus Press. Bei dieser Übersetzung handelt sich um die 3. überarbeitete Auflage des Systems, welche auf der englischsprachigen Third Edition Revised basiert.
Folgende Bücher sind ins Deutsche übersetzt worden:
- GURPS-Basisbuch
- GURPS Magie
- GURPS Voodoo
- GURPS Horror
- GURPS Zeitreise
- GURPS Space
- GURPS Conan
- GURPS Vampire: The Masquerade
- GURPS Cyberpunk
- GURPS Illuminati
- GURPS Scheibenwelt

## Die vierte Edition
Das Grundregelwerk zur vierten Edition ist im August 2004 erschienen. Pro Jahr erscheinen ca. ein bis zwei weitere Bücher in gedruckter Form, wobei sehr viel mehr neue Materialien in PDF-Form über einen Onlineshop erscheinen.
Die 4. Edition wird aller Voraussicht nach nicht mehr in deutscher Sprache erscheinen.
Wesentliche Unterschiede zur Vorversion sind:
- Eine Linearisierung der Attribut- so wie der Fertigkeitskosten (Skills).
- Vormalige Erweiterungsregeln wurden überarbeitet und dem Grundregelwerk hinzugefügt.
- rein optisch: die meisten Bücher erscheinen als farbige Hardcover

Auf der GURPS-Webseite gibt es eine Lite-Version der Grundregeln zum kostenlosen Download.
Das im Band GURPS Zeitreise angerissene Setting „Infinite Worlds“, das ähnlich wie Planescape bei Dungeons & Dragons verschiedene Spielwelten miteinander verbinden soll, bekommt in der vierten Auflage einen eigenen Hardcover-Band. Zudem sind sämtliche Spielerweiterungen darauf ausgelegt, dass sich die dargestellten Inhalte in Infinite Worlds integrieren lassen.

## Die 3. Edition
Insgesamt wurden etwa 250 Quellenbücher für die 3. Edition herausgegeben.